# Rio Benito
O rio Mbini ou Benito ou Wele é o rio principal na zona continental da Guiné Equatorial. Atravessa a região do Rio Muni de Leste para Oeste. Na sua foz no Atlântico encontra-se a vila de Mbini. Nasce no Gabão e possui cerca de 338 km de comprimento.